# Michel Haddi
Michel Louis Kader Haddi, né le 6 décembre 1956 à Paris, est un photographe de mode français qui exerce depuis les années 1970.

## Biographie
Il part vivre à New York en 1989 et travaille pour des magazines new-yorkais, ou pour la chaîne de magasins Bloomingdale’s.